# Cecelia Ager
Cecelia Ager (* 23. Januar 1902 in Green Valley, Kalifornien als Cecelia Rubenstein; † 2. April 1981 in Los Angeles, Kalifornien) war eine US-amerikanische Filmkritikerin und Journalistin. Ager schrieb unter anderem für Variety, PM, Harper’s Bazaar, Vogue und The New York Times.
Ager wurde 1932 vom Variety-Gründer Sime Silverman eingestellt, nachdem sie ihn bei einer Dinnerparty gefragt hatte, wer seine Artikel für Frauen schreiben würde. Zunächst schrieb Ager vor allem über die Kostüme der Schauspielerinnen, bevor sie auch erste Filmkritiken verfasste. Ager war die erste Frau, die für Variety als Filmkritikerin tätig war.
1940 wechselte sie als Filmkritikerin zur Tageszeitung PM und dessen Nachfolger New York Star, bis diese 1949 eingestellt wurde. Danach schrieb sie als freie Journalistin für verschiedene Publikationen über die Unterhaltungsbranche.
Ihre Tante war die Autorin Anzia Yezierska. Von 1922 bis zu dessen Tod 1979 war sie mit dem Komponisten Milton Ager verheiratet. Aus der Ehe gingen die zwei Töchter Laurel Bentley und Shana Alexander hervor.
Ager lebte zuletzt in Beverly Hills und starb im April 1981 im Alter von 79 Jahren nach einem Schlaganfall.